# Ganymede Heights
Ganymede Heights är en kulle i Antarktis. Den ligger i Västantarktis. Argentina, Chile och Storbritannien gör anspråk på området. Toppen på Ganymede Heights är 600 meter över havet.
Terrängen runt Ganymede Heights är huvudsakligen lite bergig.  Trakten är obefolkad. Det finns inga samhällen i närheten. 